# Maroniți

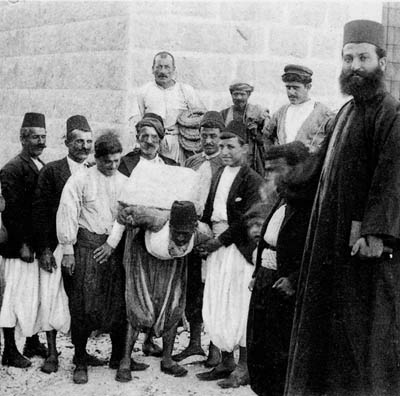
Localnici maroniți, Liban, anii 1920

Maroniții (în siriacă ܡܖ̈ܘܢܝܐ māronāyé, morunoyé) sunt creștinii catolici din Orient în comuniune deplină cu Biserica Romei. Constituie cea mai mare comunitate catolică din Orientul Mijlociu și cea mai mare parte a acesteia sunt prezenți în Liban, dar există, de asemenea, maroniți în Siria, Cipru și Turcia. Numele de Maronit vine de la Sfântul Maron, care a trăit în Brad, în Siria unde s-a format prima comunitate maronită la începutul secolul al V-lea.

## Istorie
Maroniții au fost capabili de a menține un statut independent în Muntele Liban și pe coasta sa după cucerirea Arabei Islamice. Aceștia, educați și foarte occidentalizați, s-au integrat perfect în țara gazdă.
În timpul vieții lui Iisus, predominant în țara în care a trăit, în Galileea, se găsesc influențe Phenicio-Libaneze.

## Creștinii șicreștinismulînLiban– perioada premergătoare Maroniților

### Influențe etnice
Când evreii au emigrat din Egipt către țara Canaanului, adică spre Phoenicia Mediteraneană, sub îndrumarea lui Moise și a lui Iosif, Galileea facea parte din Țara Canaanului care era locuită de un număr mare de phoenicieni (canaanieni). Cartea lui Iosif menționează 69 de orașe canaaniene din Galileea:
	“Douăsprezece cetăți și satele lor ca patrimoniul fiilor lui Zabolun ( tribul israelit) … Șaisprezece cetăți și satele lor ca patrimoniul fiilor lui Issakar ( alt trib israelit care se găsea în Galileea)… Cincizeci și două de cetăți și satele lor ca patrimoniul fiilor lui Asher ( alt trib israelit care se gasea in Galileea)…Nouăsprezece cetăți și satele lor ca patrimoniul lui Nephtali.”
	În vremea lui Hristos Canaa Galileei era constituita din 4 mari cetăți: Asher, Nephtali, Zabulon, Issakar.
	Atunci cănd evreii au ocupat Galileea și restul țărilor din Canaan, majoritatea locuitorilor din Canaan au rămas în acele țări.
	Noi veniți pe acele teritorii, evreii au trăit în mijlocul popoarelor Phoeniciene indigene.  Din acest motiv aceștia au suferit influențe Phoeniciene puternice în mai multe domenii, precum: etnice, culturale și religioase.
	Noua generație nu a cunoscut pe Domnul și nici ce a făcut El pentru poporul Israel. Fiii lui Israel au făcut mult rău, în ochii lui Dumnezeu și ei s-au închinat lui Baals ( zeul fecundității). Ei l-au abandonant pe Domnul parinților lor, cel care i-au scos din Egipt si au slăvit mai mulți zei precul Baal și Astartes... Fiii lui Israel au trăit în mijlocul Cananienilor, Hitiților, Amoriților, Fereziților, Heviților și Lebusiților.Au luat fiicele lor si le-au făcut femei pe care le-au dat fiilor lor spre căsătorie, ei au slujit aceeași zei.
	Astfel evreii din tara Canaanului, care era o parte a Galileei, au suferit influențe etnice phoeniciene și și-au dat fiicele phoenicienilor ca soții iar aceștia, la rândul lor, si-au dat fii pentru fiicele lor.  De asemenea se resimt influențe phoeniciene și în domeniul religios deoarece L-au abandonat pe Dumnezeul lui Israel pentru a slavi și adora zei precum: Baal sau Astarte.
	În secolul alVIII-lea regii Asiriei: Tighlat-Pileser și Salman-Asar au invadat Palestina și au deportat israeliți în Asiria, dar phoenicienii indigeni au fost protejați și au rămas în țările lor aceștia crescând, atât din punct de vedere al puterii cât și numeric.
	Când israeliții au fost au eliberați de către Cyrus(558-528) și s-au reîntors în Galileea și Palestina, au fost într-o inferioritate numerică majoră (în comparație cu phoenicienii).
	Situația a rămas aceeași și în perioada lui Iisus Hristos.
	De asemenea  datorită vecinătății cu Israelul, Libanul s-a aflat permanent în legătură cu evenimentele biblice. Mulți libanezi au devenit creștini în urma ascultării cuvintelor Mântuitorului Hristos. Alții au fost creștinați de către Sfinții Apostoli sau de trimișii acestora. Misiunea lor a fost mult mai simplă decât în alte regiuni, în special datorită faptului că în Liban era folosită limba aramaică, devenită o lingua franca în zonă, încă din timpul imperiului babilonian. Tradiția ortodoxă libaneză atribuie creștinarea teritoriului vechii Phoenice Secunda (Libanesia) unuia dintre cei șaptezeci de ucenici trimiși de Mântuitorul, numit Quartos.

### Influențe culturale
Episcopia Libanului a fost una dintre cele nouăsprezece care aparțineau de Patriarhia Antiohiei. În cel de-al doilea secol creștin, episcopul libanez avea jurisdicție peste alte paisprezece episcopii. Problemele doctrinare tratate la sinoadele ecumenice de la Efes (431), Calcedon (451) și Constantinopol (680-681) erau încă departe de a fi clarificate atunci când creștinii din Liban au avut de înfruntat un pericol extern: năvălirea arabilor musulmani. Din acel moment, comunitățile creștine rar au mai găsit prilejurile necesare reconcilierii, strădaniile lor fiind îndreptate către păstrarea credinței într-o lume islamică în expansiune. Astfel, s-a ajuns la o divizare locală a Bisericii în comunități maronite, melkite, armene, monofizite și nestoriene. Dintre acestea, unele au supraviețuit până astăzi, altele au dispărut ori și-au modificat numele.
	În momentul de față, se poate vorbi despre două Biserici creștine cu un număr foarte mare de credincioși: maronită și melkită.

### Biserica maronită
Maroniții consideră că își datorează începuturile unui monah pe nume Maron, care ar fi renunțat la pustnicie pentru a deveni preotul unei comunități restrânse din preajma Antiohiei, la sfârșitul secolului al IV-lea. Există, însă, păreri, potrivit cărora maroniții sunt urmașii unei comunități orientale care și-a ales, în jurul anului 680, propriul patriarh, Ioan Maron, în ciuda opoziției Patriarhiei de la Constantinopol. Nici ordinul direct al împăratului Constantin al VI-lea nu i-a determinat pe maroniți să renunțe la ceea ce avea să devină o adevărată schismă. Motivul invocat a fost că năvălirile arabe făceau imposibilă comunicarea cu scaunul patriarhal bizantin, însă motivul real era erezia monotelită, condamnată la Sinodul al VI-lea Ecumenic din 680, erezie îmbrățișată de adepții lui Maron.

### Biserica melikită
Melkiții își datorează numele credinței fără compromisuri pe care au păstrat-o vreme de secole. În urma sinodului de la Calcedon (451), ei au respectat hotărârile acestuia și faptul că împăratul (malka, în siriană) era ocrotitorul Ortodoxiei, fiind denumiți melkiți în derâdere, de către adepții monofizismului.

## Libanul maronit
Libanul maronit era în sec. al X-lea înfloritor și prosper pe plan spirirual, industrial și agrar. Pentru geografii și istoriicii arabi din sec. al X-lea, Libanul  este pământul eremiților și a fructelor din belsug. Ibn al Faqih precizeaza în 903 :
		“Muntele Liban este locuit de eremiți și anahoreți. Toate speciile de arbori fructiferi și plante comestibile sunt cultivate și udate din plin.”
Geograful palestinian al- Maqdissi, traversând Libanul în anul 995 descrie minele de fier exploatate  de către cetățeni cât și fervoarea religiosă a acestora și cantitatea imensă de fructe produsă în cadrul acestui teritoriu.
Înconjurată dar necucerită, comunitatea maronită din Liban se afla în contrast cu deșertul sălbatic al arabilor. De aceea papa a comparat comunitatea maronită cu un trandafir printre spini. Istoricii, călătorii și poeții din Occident și Orient nu au încetat în admirația lor pentru frumusețea și bogația Libanului maronit.
În 936 mănastirea din Bet Moroon și alte mănăstiri maronite au fost complet distruse în Siria. Persecuția maroniților venea din partea creștinilor.

## Statulul maroniților în Liban
Maroniții și Patriarhul lor aveau de luat o decizie foarte grea: sa părăseasca pământurile bogate ale Siriei și să emigreze în Liban.
	Maroniții aramaici si siriaci s-au alăturat maroniților fenicieni. Protejați de Muntele Liban, maroniții și patriarhul lor și-au practicat religia departe de persecuțiile siriecilor.

## Perioada de independență națională a maroniților

### Evenimente politice și militare
La începutul sec al XIII-lea maroniții s-au bucurat de libertate în Liban pe care l-au transformat într–o fortăreață formând sub conducerea patriarhului un stat național independent care avea  propiile legi , instituții și aparat de organizație militară numită, de către istoricii bizantini, arabi și sirieni = Al-Maradah .
	Situația va rămâne neschimbata până la mijlocul sec. al XIV-lea

### Limitele statului național maronit în sec. al XIV -lea
Din anul 700 până în anul 1350  -  statul național maronit  avea granița aproape de imprejurimile Saidei, la sud până la Akkar și Nahr el Kabir la nord, de la Beqqa la est până la Mediterană la vest având ca și punct central Muntele Liban.

### Luptele maroniților cu Abbasizii și guvernații musulmani
Relațiile dintre statul maronit și dinastia Omayade 661-750 AD, s-au aflat  sub influlența tratatelor semnate între maroniții  maradah și fondatorul dinastiei Moaouiah (661-680) și succesorii acestuia.
	Dinastia abbasida se succede dinastiei Omayade în 750AD . Aproape circa 150 de ani, abbasizii încearca în mai multe reprize să-i supună pe maroniți și să abolească independența statului. Astfel, o stare de război permanet s-a instaurat între maroniți și abbassizi.
	În anul 750, Elie era prinț al maroniților . Capitala era la Baskinta, situată în partea centrală a Libanului, la poalele muntelui Sannine. De aici, ataca teritoriile imperilului  musulman din valea Beqa. Omorât într-o ambuscadă, nepotul său Sim’an succede la tron și continuă războiul  până la înfrângerea musulmanior.
	În anul 758 AD, califul abbasid Al-Mansour, constatând că expediițile militare ale maroniților ajung până în Homs și Hama, în inima Siriei, și că musulmaii erau incapabili să subjuge Libanul și maroniții, concepe o stategie vizând să încercuiască maroniții pentru a le slăbi și reduce forța. El dispune în jurul statului maronit triburi arabe armate pentru a restrânge expansiunea și agresivitatea maronitilor. Tribul Bani –Arsaln a fost adus din  Al- Ma”arra, Siria, și stabilit în munți iar la granița de sud est de Beirut, la Shemlan, Sinn-el fil,Kafra,Tardala și Abey.
	În anii 759-760, maroniții din regiunea Mounai conduși de tânărul Theodoros și  încurajați de prezența unei flote bizantine la Tripoli ridică steagul crucii, drapelul maroniților și cuceresc Beqa.
	Mai multe lupte au avut loc în timpul domniei califului Al- Mahdi în anul  775-785 AD între maroniți și tribul Bani –Arsaln .Principalele bătălii  din aceastî perioada sunt cele de la Nahr-el Maout și Antelias, situate în apropierea Beirutului.
	În 791 AD maroniții îl atacă pe prințul Mass’oud Arsalan la Sinn el Fil.
	În 799 AD printul Mass’oud se retrage acesta fiind constrâns de presiuea maronitilor.

### Unitatea maronită
Statul național maronit, între sec. VIII și sec. IX, care era situat între  fluviul Beirutului și Akkar, se constiuia ca un stat unitar și compact în fruntea căruia se găsea un patriarh ajutat de doi prinți: prințul de Baskinta care guverna  jumătatea de sud a statului maronit și Jebai Byblos care guverna jumatatea de sud. La începutul sec. al IX-lea prințul Sim’an de Baskinta îl vizitează pe prințul Youssef de Byblos. Cu această ocazie a fost convocată adunarea maronită prezidată de patriarhul Gregorius. 40 de călugari maroniți au participat si l-au confirmat pe Sim’an drept prinț al Kesrawan acordându-i ajutorul necesar împotriva tribului Arsalan și a musulmanilor.

### Ajutorul bizantin
În războiul împotriva maroniților, tribul Arsalan și aliații acestora au fost în mod constant spijiniți de Imperiul Musulman Abbasid a cărui capitală era la Bagdad, în Iraq. În timp ce maroniții luptau pentru păstrarea libertății în interiorul statului aceștia erau deseori ajutati de Imperiul Bizantin. Astfel lupta dintre maroniți și islam căpăta dimensiuni internaționale.
	Prințul Sim’an a fost urmat la tron de unchiul său Kisra , care a vizitat Constantinopolul unde a fost primit cu înalte onoruri și de unde obține un ajutor politico-militar considerabil. Succesul său în relațiile militare îi aduc lui Kisra recunoașterea maronită ca erou național. Conform opiniei unor istorici, amintirea sa a fost perpetuată prin numele de  Kesrawan derivat de la Kisra și aplicat unei porțiuni importante a Libanului.
	Aceste evenimente cât și vizita prințului Kisra la Constantinopol au avut loc între anii 800 și 825 AD. Între Imperiul Bizantin și maroniți au existat relații deosebit de cordiale , bazate pe ajutor mutual, începând cu Sf. Jean Maron până la prințul Kisra.
	Până în anul 825 Mediterana a fost controlată de Imperiul Bizantin grație invenției  unui crestin din Baalbeck. Acesta a inventat focul grecesc, cu o mare putere explozivă pe care bizantinii îl utilizau în luptele navale contra musulmanilor. Controlul mării de către bizantini permite maroniților să întrețina relațiile cu Imperiul Bizantin.
	Un alt factor important care a contribuit la întărirea acestor relații existentă în cadrul Imperiului și în special la sud de Asia Mică și în Cipru a fost determinată de prezența unor importante colonii maronite.

### Relațiile maroniților cu Europa
Relațiile dintre maroniți și Europa au fost intreținute, mai ales,  prin intermediul pelerinilor  care vizitau regulat Locurile Sfinte.
	“Era, în această perioadă ,epoca lui Carol cel Mare anii 768-841, în care pelerinajele la Pământul Sfânt erau din ce în ce mai dese. Originea lor își are sursa într-o perioada mult mai îndepărtată, mărturie stă itinerariu de la Bordeaux la Ierusalim scris prin anii 330. Pentru a ajunge la mormântul lui Hristos, numeroși pelerini din Occident  traversau coasta libaneză locuită de maroniți. Aceștia, conform tradiției, ofereau celor de aceeași religie, mai ales celor veniți din Franta, primirea cea mai prietenoasă. Le făcea placere discuțiile despre țara noastră și deja Franța reușește  să fie cunoscută, iubită și respectată în Siria, chiar înainte de venirea cruciadelor.”
	O scrisoare adresată în anul 882 clerului din occident de către patriarhul Elie demonstrează foarte clar că în acea perioadă s-au stabilit raporturi între creștiniii din Orient și cei din Europa.

## Miracolul maronit
Prin miracolul maronit se înțelege, în ciuda situației dificile create de dominația mamelucă și turcă, faptul că aceștia au realizat de a lungul secolelor  XVI, XVII, XVIII, progrese remarcabile în domeniul religios, politic, militar și cultural.
	Emirul Bechir II Chehab  supranumit Cel Mare, al doilea creator al Marelul Liban  este apărătorul libertății și a independenței sale.
	Emirul Bechir s-a născut și a ajuns la putere în a doua jumătate a sec. al VXIII-lea . Această perioadă este în fapt epoca marilor revoluții care au contribuit în mod fundamental la evoluția  istoriei umanității: Revoluția Americană și Revoluția Franceză. Aceste două mari reloluții își au corespondența în Liban cu Revoluția Maronită împotriva Banu Hammad. Într-o serie de bătălii care se întamplă începând cu anul 1755 până în anul 1711, maroniti la Ehden, Becharre, Batroun, Jebayi și în alte regiuni au alungat oamenii lui Banou Hammad și au eliberat teritoriile maronite de cruzimea acestora.
	Pe lângă această revoluție politică și socială, Libanul asista și la o revoluție religiosă mai importantă , prin care emirul Chehab și Bellamah au trecut la religia crestină. Este de remarcat faptul că personalități marcante din lumea musulmană au părăsit islamul și au îmbrățișat religia  maroniților într-o perioadă în care fanatismul turc atinsese punctul său culminant.

## Maroniții în Liban
În 936, mănastirea din Bet Moroon și alte mănăstiri maronite au fost complet distruse în Siria. Persecuția maroniților venea din partea Creștinilor. 
	Maroniții și Patriarhul lor aveau de luat o decizie foarte grea: sa părăseasca pământurile bogate ale Siriei și să emigreze în Liban.
	Maroniții aramaici si siriaci s-au alăturat maroniților fenicieni. Protejați de Muntele Liban, maroniții și patriarhul lor și-au practicat religia departe de persecuțiile siriecilor.

## Cruciadele
Pentru 350 de ani maroniții au fost izolați în Muntele Liban, până la începerea Cruciadelor. Cand Cruciadele au ajuns în Orient i-au luat prin surprindere de existența maroniților. În timpul Cruciadelor, maroniții au reușit să dezvolte relații cu Franța ( mai ales după  St. Louis, regele Franței) și a Papei din Roma.
Studies in the Cultural Politics of Education, vol. 25, no. 2, 2004, pp. 279–97.
Young, Sandra, ‘Narrative and Healing in the Hearings of the South African Truth and Reconciliation Commission’, Biography, vol. 27, no. 1, 2004, pp. 145–62.